# باتمینگن
بتمینگن (به لاتین: Bottmingen) یک بخش در سوئیس است که در بازل-لاندشافت واقع شده‌است.